# Camboya en los Juegos Paralímpicos de Pekín 2008
Camboya estuvo representada en los Juegos Paralímpicos de Pekín 2008 por un deportista masculino. El equipo paralímpico camboyano no obtuvo ninguna medalla en estos Juegos.